# Carlo Cevenini
Carlo Cevenini detto Cevenini V (Milano, 8 marzo 1901 – Roma, 9 gennaio 1965) è stato un allenatore di calcio e calciatore italiano, di ruolo ala.

## Biografia
Carlo Cevenini nacque a Milano l'8 marzo 1901, quinto della dinastia dei Cevenini. Oltre a dedicarsi all'attività sportiva, fu impiegato delle ferrovie.
La dinastia dei 5 fratelli calciatori si compone, oltre a lui, anche di Aldo, Mario, Luigi e Cesare.

## Carriera

### Giocatore
Quinto ed ultimo della famiglia Cevenini, esordì nella stagione 1917-1918 tra le file del Milan e lì rimase sino al 1919-1920, per poi ritornare a vestire la casacca rossonera dal campionato di Prima Divisione 1923-1924 fino a quello di Divisione Nazionale 1926-1927 e passare successivamente alla Lazio.
Con il Milan collezionò 92 presenze, di cui 77 in campionato, 1 in Coppa Italia e 14 in Coppa Mauro durante il periodo bellico, e segnò 34 reti (28 in campionato e 6 nelle coppe).
Nel corso della sua permanenza al club di via Turati, fu soprannominato Carlo V o anche Il carambolista.
Nel 1920-1921 si legò alla società nerazzurra dell'Inter, con cui realizzò nove reti nelle prime due gare disputate ed in totale giocò 16 partite segnando 15 gol. Nel 1921, con la scissione del campionato, giocò nella Novese, con cui vinse lo scudetto nel 1922; l'anno successivo passò al Crema.
Dopo cinque stagioni alla Lazio dal 1927 al 1932, terminò la carriera nel Pisa.

### Allenatore
Una volta terminata la carriera agonistica, Cevenini V divenne allenatore della Squadra Italia di Tunisi dal 1935 al 1937 ed allenò diverse squadre dilettantistiche romane.

## Statistiche

### Presenze e reti nei club
| Stagione        | Squadra         | Campionato      | Campionato | Campionato | Coppe nazionali | Coppe nazionali | Coppe nazionali | Coppe continentali | Coppe continentali | Coppe continentali | Altre coppe | Altre coppe | Altre coppe | Totale | Totale |
| Stagione        | Squadra         | Comp            | Pres       | Reti       | Comp            | Pres            | Reti            | Comp               | Pres               | Reti               | Comp        | Pres        | Reti        | Pres   | Reti   |
| --------------- | --------------- | --------------- | ---------- | ---------- | --------------- | --------------- | --------------- | ------------------ | ------------------ | ------------------ | ----------- | ----------- | ----------- | ------ | ------ |
| 1917-1918       | Milan           | -               | -          | -          | -               | -               | -               | -                  | -                  | -                  | CM          | 8           | 2           | 8      | 2      |
| 1918-1919       | Milan           | -               | -          | -          | -               | -               | -               | -                  | -                  | -                  | CM          | 6           | 5           | 6      | 5      |
| 1919-1920       | Milan           | PC              | 9          | 2          | -               | -               | -               | -                  | -                  | -                  | -           | -           | -           | 9      | 2      |
| 1920-1921       | Inter           | PC              | 16         | 15         | -               | -               | -               | -                  | -                  | -                  | -           | -           | -           | 16     | 15     |
| 1921-1922       | Novese          | PC              | 12         | 0          | -               | -               | -               | -                  | -                  | -                  | -           | -           | -           | 12     | 0      |
| 1923-1924       | Milan           | PD              | 12         | 4          | -               | -               | -               | -                  | -                  | -                  | -           | -           | -           | 12     | 4      |
| 1924-1925       | Milan           | PD              | 20         | 5          | -               | -               | -               | -                  | -                  | -                  | -           | -           | -           | 20     | 5      |
| 1925-1926       | Milan           | PD              | 14         | 8          | -               | -               | -               | -                  | -                  | -                  | -           | -           | -           | 14     | 8      |
| 1926-1927       | Milan           | PD              | 22         | 8          | CI              | 1               | 0               | -                  | -                  | -                  | -           | -           | -           | 23     | 8      |
| Totale Milan    | Totale Milan    | Totale Milan    | 77         | 27         |                 | 1               | 0               |                    | -                  | -                  |             | 14          | 7           | 92     | 34     |
| Totale carriera | Totale carriera | Totale carriera | ?          | ?          |                 | ?               | ?               |                    | ?                  | ?                  |             | ?           | ?           | ?      | ?      |

## Palmarès

### Calciatore
- Campionato italiano: 1

Novese: 1921-1922